# Vid Botono ml.
Vid Botono ml., hvarski biskup 1349. godine. Iz zadarske plemićke obitelji Botono. Sinovac zadarskog biskupa Ivana, čiji je brat Vito, također bio hvarski biskup.